# Satinangora

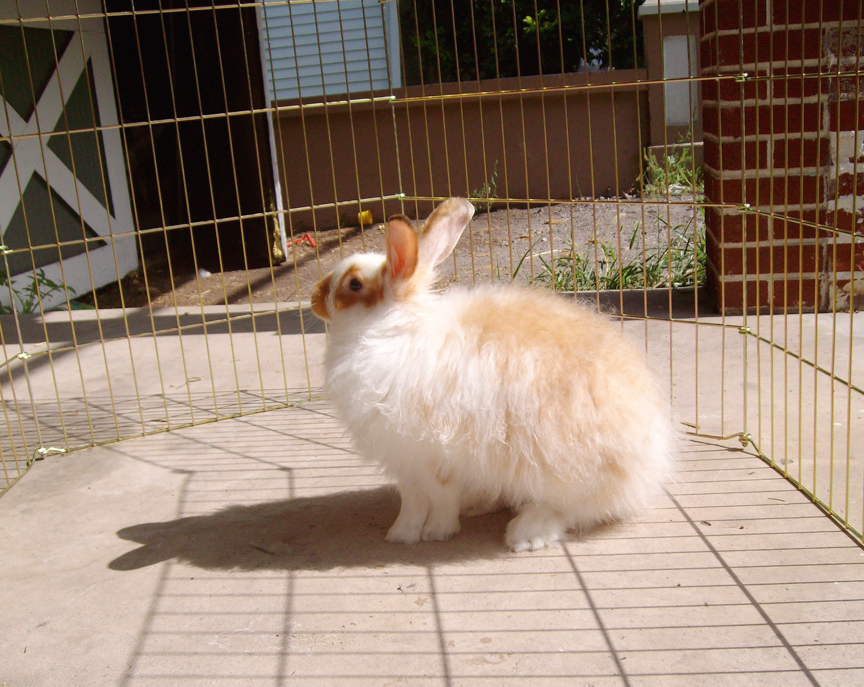
Satinangora.

En satinangora är en långhårig kaninras från Kanada som storleksmässigt är den minsta rasen av angorakaninerna. Pälsen är 7 cm lång, och är mjukare och kortare än hos andra angorakaniner.
Rasen är medelstor och väger 3,5 - 4 kg, finns i 31 olika färger och bör klippas var fjärde till sjätte månad. Satinangoran blev till genom att korsa en satin med en fransk angora. Den kom till Sverige år 1999 och godkändes som ras 2001 av Gudrun Ahlberg.
En satinangora ska bo i en bur där sidan är minst 60 cm och höjden minst 60 cm.